# ジョニー・ヘンドリックス
ジョニー・ヘンドリックス（Johny Hendricks、1983年9月12日 - ）は、アメリカ合衆国の男性総合格闘家。オクラホマ州エイダ出身。元UFC世界ウェルター級王者。
大きな髭とつぶらな瞳、入場曲にカントリー・ミュージックを使用するなどどこか朴訥な印象を与えるが、岩のような肩の筋肉を持つ中量級屈指の一打必倒のハードパンチャーとして名を馳せ、2010年代中期のUFCウェルター級戦線で活躍した。日本では「ジョニヘン」とも呼ばれる。

## 来歴
父の影響で5歳からレスリングを始め、高校時代には全国王者に2度、オクラホマ州王者に3度なった。オクラホマ州立大学時代はレスリングでオリンピック2連覇を成し遂げたジョン・スミスの指導の下、NCAAディビジョン1で2005年と2006年に2連連続で王者となり、オールアメリカンにも4度選出された。大学のチームメイトにはロンドンオリンピック銅メダリストのコールマン・スコットがいる。
大学時代のチームメイトであるキング・モーが総合格闘技の練習をしているのに影響されて、総合格闘技を始める。2007年9月にプロ総合格闘技デビュー。

### WEC
2008年12月3日、WEC初参戦となったWEC 37でジャスティン・ハスキンスと対戦し、TKO勝ちを収めた。
2009年3月1日、WEC 39でアレックス・セルジュコフと対戦し、3-0の判定勝ち。ファイト・オブ・ザ・ナイトを受賞した。

### UFC
2009年8月8日、UFC初参戦となったUFC 101でアミール・サダローと対戦し、スタンドパンチ連打でTKO勝ちを収めた。
2010年12月4日、The Ultimate Fighter: Team GSP vs. Team Koscheck Finaleでリック・ストーリーと対戦し、0-3の判定負け。キャリア9戦目で初黒星を喫した。
2011年3月26日、UFC Fight Night: Nogueira vs. DavisでTJ・ウォルドバーガーと対戦し、パウンドでTKO勝ち。ノックアウト・オブ・ザ・ナイトを受賞した。
2011年12月30日、UFC 141でジョン・フィッチと対戦し、開始12秒でKO勝ち。ノックアウト・オブ・ザ・ナイトを受賞した。
2012年11月17日、UFC 154でマルティン・カンプマンと対戦し、開始46秒でKO勝ち。ノックアウト・オブ・ザ・ナイトを受賞した。
2013年3月16日、UFC 158でウェルター級ランキング2位のカーロス・コンディットと対戦し、判定勝ち。ファイト・オブ・ザ・ナイトを受賞した。
2013年11月16日、UFC 167のUFC世界ウェルター級タイトルマッチで王者ジョルジュ・サンピエールに挑戦し、僅差の判定負けを喫し王座獲得に失敗するも、ファイト・オブ・ザ・ナイトを受賞した。

#### UFC世界王座獲得
2014年3月15日、UFC 171のUFC世界ウェルター級王座決定戦でウェルター級ランキング3位のロビー・ローラーと対戦し、3-0の5R判定勝ちを収め王座獲得に成功した。3試合連続となるファイト・オブ・ザ・ナイトを受賞した。

#### 世界王座陥落
2014年12月6日、UFC 181のUFC世界ウェルター級タイトルマッチでウェルター級ランキング1位の挑戦者ロビー・ローラーと再戦し、1-2の5R判定負けを喫し王座陥落となった。
2015年3月14日、UFC 185でウェルター級ランキング5位のマット・ブラウンと対戦し、3-0の判定勝ち。
2016年2月6日、UFC Fight Night: Hendricks vs. Thompsonでウェルター級ランキング8位のスティーブン・トンプソンと対戦し、パンチ連打で1RTKO負け。
2016年7月9日、UFC 200でウェルター級ランキング12位のケルヴィン・ガステラムと対戦し、0-3の判定負けを喫した。この試合はヘンドリックスの体重超過により77.6キロ契約で行われた。
2016年12月30日、UFC 207でウェルター級ランキング8位のニール・マグニーと対戦し、0-3の判定負け。3連敗となった。この試合もヘンドリックスは体重超過し、78.7キロ契約で行われた。
2017年2月19日、ミドル級転向初戦となったUFC Fight Night: Lewis vs. Browneでヘクター・ロンバートと対戦し、3-0の判定勝ち。
2017年6月25日、UFC Fight Night: Chiesa vs. Leeでティム・ボッシュと対戦し、クリンチアッパー連打でTKO負け。この試合はヘンドリックスの体重超過により85.3キロ契約で行われた。
2017年11月4日、UFC 217でパウロ・コスタと対戦し、右アッパー連打でTKO負け。2連敗となった。
2018年6月27日、現役引退を表明。
2018年11月9日、素手でボクシングを行う団体World Bare Knuckle Fighting Federationでダコタ・コクランとベアナックル・ボクシングルールで対戦し、2RTKO負け。

## 人物・エピソード
- 結婚しており4人の子供がいる。ドイツ人とオランダ人、インディアンの混血である。

## 戦績
| 総合格闘技 戦績 | 総合格闘技 戦績 | 総合格闘技 戦績 | 総合格闘技 戦績 | 総合格闘技 戦績 | 総合格闘技 戦績 | 総合格闘技 戦績 |
| --------------- | --------------- | --------------- | --------------- | --------------- | --------------- | --------------- |
| 26 試合         | (T)KO           | 一本            | 判定            | その他          | 引き分け        | 無効試合        |
| 18 勝           | 8               | 1               | 8               | 0               | 0               | 0               |
| 8 敗            | 3               | 0               | 5               | 0               | 0               | 0               |

| 勝敗 | 対戦相手                 | 試合結果                                   | 大会名                                                                 | 開催年月日     |
| ×    | パウロ・コスタ           | 2R 1:23 TKO（右アッパー）                  | UFC 217: Bisping vs. St-Pierre                                         | 2017年11月4日  |
| ×    | ティム・ボッシュ         | 2R 0:46 TKO（右クリンチアッパー→パウンド） | UFC Fight Night: Chiesa vs. Lee                                        | 2017年6月25日  |
| ○    | ヘクター・ロンバード     | 5分3R終了 判定3-0                          | UFC Fight Night: Lewis vs. Browne                                      | 2017年2月19日  |
| ×    | ニール・マグニー         | 5分3R終了 判定0-3                          | UFC 207: Nunes vs. Rousey                                              | 2016年12月30日 |
| ×    | ケルヴィン・ガステラム   | 5分3R終了 判定0-3                          | UFC 200: Tate vs. Nunes                                                | 2016年7月9日   |
| ×    | スティーブン・トンプソン | 1R 3:31 TKO（スタンドパンチ連打）          | UFC Fight Night: Hendricks vs. Thompson                                | 2016年2月6日   |
| ○    | マット・ブラウン         | 5分3R終了 判定3-0                          | UFC 185: Pettis vs. dos Anjos                                          | 2015年3月14日  |
| ×    | ロビー・ローラー         | 5分5R終了 判定1-2                          | UFC 181: Hendricks vs. Lawler 2 【UFC世界ウェルター級タイトルマッチ】  | 2014年12月6日  |
| ○    | ロビー・ローラー         | 5分5R終了 判定3-0                          | UFC 171: Hendricks vs. Lawler 【UFC世界ウェルター級王座決定戦】        | 2014年3月15日  |
| ×    | ジョルジュ・サンピエール | 5分5R終了 判定1-2                          | UFC 167: St-Pierre vs. Hendricks 【UFC世界ウェルター級タイトルマッチ】 | 2013年11月16日 |
| ○    | カーロス・コンディット   | 5分3R終了 判定3-0                          | UFC 158: St-Pierre vs. Diaz                                            | 2013年3月16日  |
| ○    | マルティン・カンプマン   | 1R 0:46 KO（左ストレート）                 | UFC 154: St-Pierre vs. Condit                                          | 2012年11月17日 |
| ○    | ジョシュ・コスチェック   | 5分3R終了 判定2-1                          | UFC on FOX 3: Diaz vs. Miller                                          | 2012年5月6日   |
| ○    | ジョン・フィッチ         | 1R 0:12 KO（左フック）                     | UFC 141: Lesnar vs. Overeem                                            | 2011年12月30日 |
| ○    | マイク・ピアース         | 5分3R終了 判定2-1                          | UFC 133: Evans vs. Ortiz                                               | 2011年8月6日   |
| ○    | TJ・ウォルドバーガー     | 1R 1:35 TKO（左フック→パウンド）           | UFC Fight Night: Nogueira vs. Davis                                    | 2011年3月26日  |
| ×    | リック・ストーリー       | 5分3R終了 判定3-0                          | The Ultimate Fighter: Team GSP vs. Team Koscheck Finale                | 2010年12月4日  |
| ○    | チャーリー・ブレネマン   | 2R 0:40 TKO（パウンド）                    | UFC 117: Silva vs. Sonnen                                              | 2010年8月7日   |
| ○    | TJ・グラント             | 5分3R終了 判定2-0                          | UFC 113: Machida vs. Shogun 2                                          | 2010年5月8日   |
| ○    | ヒカルド・フンシ         | 5分3R終了 判定3-0                          | UFC 107: Penn vs. Sanchez                                              | 2009年12月12日 |
| ○    | アミール・サダロー       | 1R 0:29 TKO（スタンドパンチ連打）          | UFC 101: Declaration                                                   | 2009年8月8日   |
| ○    | アレックス・セルジュコフ | 5分3R終了 判定3-0                          | WEC 39: Brown vs. Garcia                                               | 2009年3月1日   |
| ○    | ジャスティン・ハスキンス | 2R 0:52 TKO（パンチ連打）                  | WEC 37: Torres vs. Tapia                                               | 2008年12月3日  |
| ○    | リチャード・ギャンブル   | 1R 1:45 ダースチョーク                     | Xtreme Fighting League                                                 | 2008年3月15日  |
| ○    | スペンサー・カウリー     | 2R 0:35 TKO（パンチ連打）                  | HRP: Fight Night                                                       | 2007年11月16日 |
| ○    | ビクター・ラクリフ       | 3R 1:54 TKO（ドクターストップ）            | Masters of the Cage 16                                                 | 2007年9月28日  |

## 獲得タイトル
- レスリング NCAAディビジョン1 王者（2005年、2006年）[4]
- 第9代UFC世界ウェルター級王座（2014年）

## 表彰
- レスリング NCAAディビジョン1 オールアメリカン（2004年、2005年、2006年、2007年）
- UFC ファイト・オブ・ザ・ナイト（3回）
- UFC ノックアウト・オブ・ザ・ナイト（3回）
- UFC ファイト・オブ・ザ・イヤー（2014年/ロビー・ローラー戦）
- WEC ファイト・オブ・ザ・ナイト（1回）
- SHERDOG ファイト・オブ・ザ・イヤー（2014年/ロビー・ローラー戦）
- ブリーチャー・レポート ファイト・オブ・ザ・イヤー（2014年/ロビー・ローラー戦）